# Mikhail Andreyevich Miloradovich
Mikhail Andreyevich Miloradovich từ Rabrenovich và Dubrava (tiếng Nga: Михаи́л Андре́евич Милора́дович от Рабреновича и Дубраве), ông sinh ngày 12 tháng 11 năm 1771 mất ngày 27 tháng 12 năm 1825. Ông là một vị tướng Nga nổi bật trong các cuộc chiến tranh của Napoléon. Miloradovich thực hiện nghĩa vụ quân sự vào đêm trước khi chiến tranh Nga-Thụy Điển (1788–1790) bắt đầu và con đường binh nghiệp của ông thăng tiến nhanh chóng trong thời gian trị vì của Pavel I.